# Palazzo dell’Università (Parma)

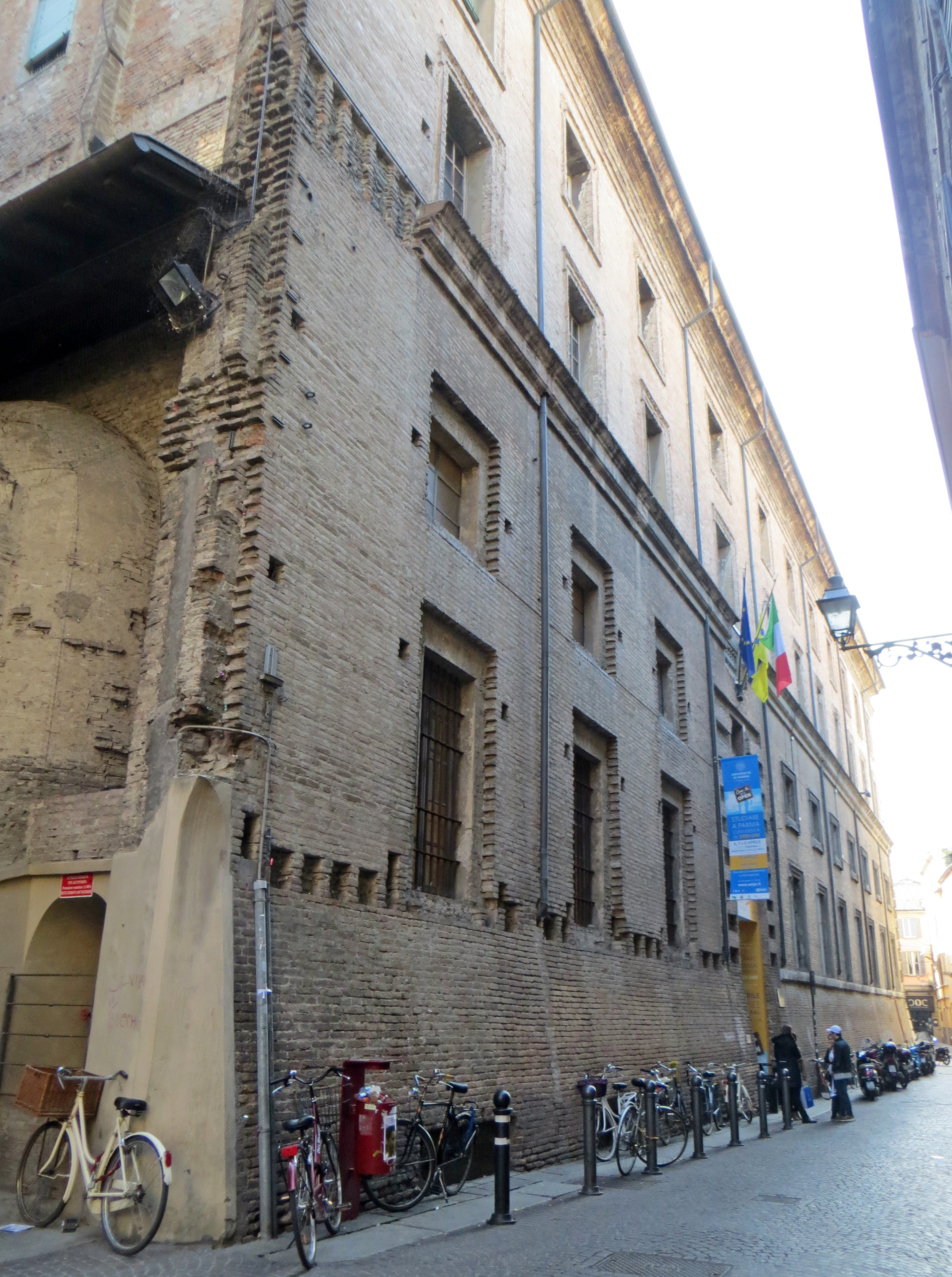
Fassade des Palazzo dell’Università in Parma

Der Palazzo dell’Università, auch Palazzo Centrale genannt, ist ein Palast im ernsten Stil der Gegenreformation im historischen Zentrum von Parma in der italienischen Region Emilia-Romagna. Er liegt in der Strada dell’Università 12 und beherbergt den Sitz der Universität Parma. Dort sind das Rektorat, die große Aula, Verwaltungsbüros, Teile der juristischen Fakultät und der Hauptsitz des naturhistorischen Museums von Parma untergebracht.

## Geschichte
Die ersten Jesuiten kamen 1539 nach Parma und ließen sich 1552 in der Gegend der ursprünglichen Rochuskirche nieder, die 1528 in Folge einer Pestepidemie initiiert worden war. Allerdings rief sie der Herzog Ottavio Farnese erst 1564 offiziell in die Stadt, indem er das Gründungsdekret für ein Kollegium der Gesellschaft Jesu herausgab, das den Jesuiten die Kirche und drei benachbarte Häuser zuwies. Im Laufe der folgenden Jahrzehnte kauften sie auch die anderen Gebäude in dem Block dank zahlreicher Vermächtnisse und Schenkungen.
Zunächst arbeiteten die Jesuiten mit der Universität in Bezug auf Didaktik zusammen, aber 1599 begannen sie mit unabhängigen Universitätslehrgängen im Collegio San Rocco, das in einem Palast in einem Block gegenüber dem heutigen Palast untergebracht war, mit dem er durch einen Übergang verbunden war.
Zahlreiche Architekten stellten über die Jahre Bauprojekte für das Kollegium vor, darunter 1565 Bruder Giovanni Tristano, 1629 Pater Blandino und andere. Allerdings musste man bis zur Mitte des 17. Jahrhunderts warten, als der junge Novize Giovanni Federico Cusani sich entschloss, der Gesellschaft Jesu ein bedeutendes Erbe zu hinterlassen, das 1662 endgültig zum Zuge kam, aber bereits 1659 den Beginn der Bauarbeiten für das große Kollegium ermöglichte.
Das Gebäude wurde um 1730 fertiggestellt, auch wenn es im Bereich anschließend an den Eingang teilweise unvollendet blieb. 1737 begannen die Neubauarbeiten an der Rochuskirche, die 1750 eingeweiht wurde.
1768 wurden die Jesuiten auf Initiative des Ministers Guillaume du Tillot aus dem Herzogtum Parma verjagt und das Gebäude der Universität Parma zugewiesen, deren Verwaltung vollständig staatlich war.
In den folgenden Jahrzehnten wurde der Palast den didaktischen Bedürfnissen angepasst und wurde auch zum Sitz des naturhistorischen Museums, das 1766 von Pater Jean-Baptiste Fourcault, einem Ornithologen am herzoglichen Hof, gegründet worden war. Die Ausstellung wurde 1925 erweitert und belegt seitdem einen ganzen Flügel des Palazzo dell’Università. Dem Museum wurde später ein zweiter Sitz im Inneren des botanischen Gartens von Parma hinzugefügt.

## Beschreibung

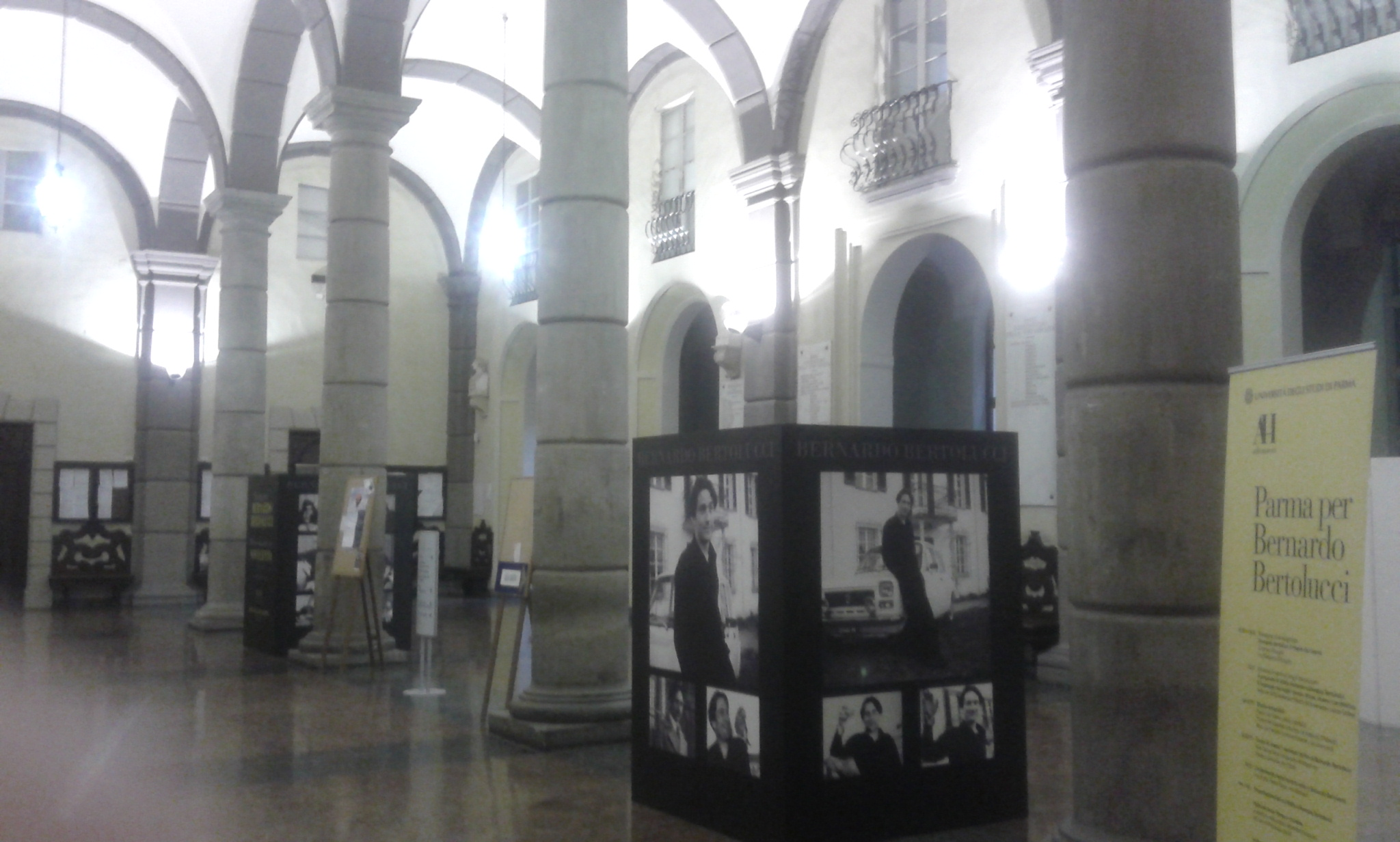
Säulenatrium

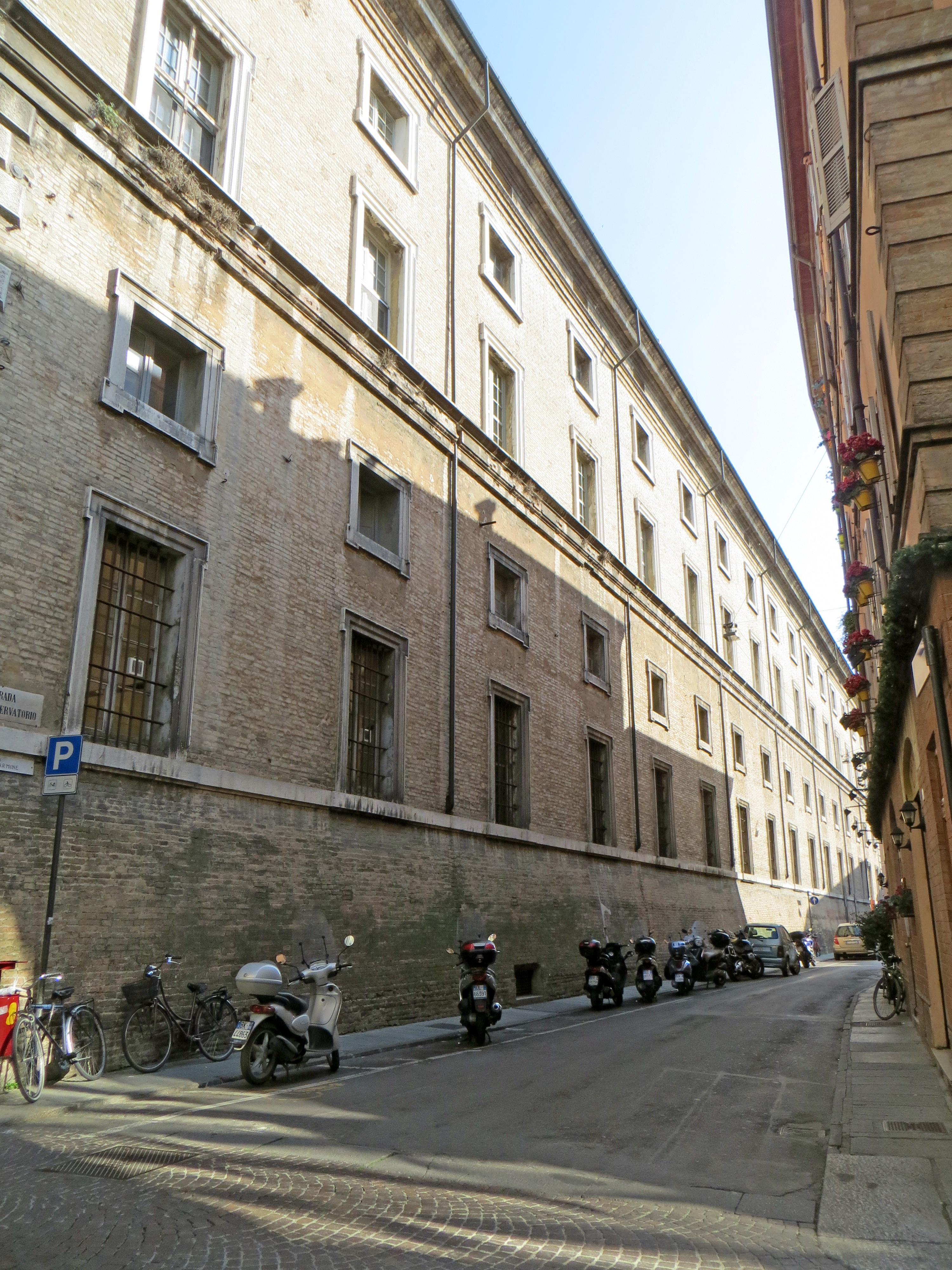
Westfassade

Die Gebäude des imposanten Palastes sind um einen großen, quadratischen Innenhof in der Mitte herum angeordnet und erstrecken sich auch auf die Rückseite der Rochuskirche.
Die drei Fassaden sind durch einen sehr strengen Stil, der typisch für den Charakter der Gegenreformation ist, gekennzeichnet. Sie bestehen aus Ziegelmauerwerk, haben einen leicht angeböschten Sockel und einen Geschosstrennungssims aus Stein zwischen dem Erdgeschoss und dem ersten Obergeschoss. Die Fassaden sind mit zahlreichen, regelmäßig angeordneten Fenstern mit Steinrahmen versehen. Im Bereich des Eingangs ist die Verzierung unterbrochen und dokumentiert so die teilweise Unvollständigkeit des Palastes. Auch das gewölbte Portal ist unvollendet.
Im Inneren gelangt man zum weiten und imposanten Säulenatrium, das durch hohe Bossenwerksäulen, die auf Steinsockeln ruhen und die Kreuzgewölbedecke stützen, gekennzeichnet ist.
Eine Treppe mit Balustern führt zum ersten Obergeschoss, wo die breiten Korridore, geschmückt mit Büsten und steinernen Erinnerungstafeln, zu den zahlreichen Sälen führen.
Von besonderem Wert sind die Aula dei Filosofi (dt.: Philosophensaal), der reich an alten, ovalen Gemälden ist, und die Aula Magna (dt.: Großer Saal), der mit einer Rechteckgewölbedecke versehen ist. Sie zeigen noch die ursprünglichen, hölzernen Stühle und Stände entlang der Wände.